# Jamie Luner
 (juillet 2021).
Si vous disposez d'ouvrages ou d'articles de référence ou si vous connaissez des sites web de qualité traitant du thème abordé ici, merci de compléter l'article en donnant les références utiles à sa vérifiabilité et en les liant à la section « Notes et références ».
Jamie Luner est une actrice américaine, née le 12 mai 1971 à Palo Alto en Californie.

## Biographie

### Jeunesse et formation
Avant de se tourner définitivement vers la comédie, Jamie Luner a envisagé une carrière dans la gastronomie. C’est que la jeune femme apprécie la cuisine. Elle sera même chef dans un restaurant français. La comédie est alors un aimable passe-temps assez lucratif.

### Carrière
Après quelques apparitions dans des téléfilms et séries, Jamie Luner joue le rôle de Cindy Lubbock dans Un toit pour dix. Il faut attendre six ans après, en 1996,  pour qu'elle devienne l’héroïne de Savannah avec son rôle de Peyton Richards Massick.
En 1997, Aaron Spelling lui offre un rôle dans Melrose Place.
En 1999, quand la série s’arrête, elle rebondit immédiatement dans Profiler et remplace Ally Walker. Ce rôle dans une série phare lui vaut de participer à de nombreuses fictions. Elle poursuit sa collaboration avec Aaron Spelling avec le rôle de Ryan Layne dans Shérifs à Los Angeles.
Elle joue par la suite dans le feuilleton La Force du destin pendant trois ans.

## Filmographie

### Séries télévisées
- 1987 - 1990 : Quoi de neuf docteur ?  (Growing Pains) :
  - Sheena Berkowitz (saison 2, épisode 13)
  - Cynthia « Cindy » Lubbock (saison 3, épisodes 24 et 25)
  - Kara Daye (saison 6, épisodes 7 et 8)
- 1987 - 1990 : Un toit pour dix : Cynthia « Cindy » Lubbock'
- 1992 : Mariés, deux enfants (Married... with Children) : Gerri (saison 7, épisode 7)
- 1993 : La Voix du silence (Reasonable Doubts) : Tiffany (saison 2, épisode 17)
- 1994 : Diagnostic : Meurtre (Diagnosis: Murder) : Kimmy Marlowe (saison 2, épisode 9)
- 1996 - 1997 : Savannah : Peyton Richards Massick
- 1997 - 1999 : Melrose Place : Lexi Sterling (saisons 6 et 7)
- 1999 - 2000: Profiler : Rachel Burke (saison 4)
- 2000 : Le Caméléon (The Pretender) : Rachel Burke (saison 4, épisode 10)
- 2000 : Le Drew Carey Show (The Drew Carey Show) : Jenny (saison 6, épisode 8)
- 2001 : Au-delà du réel : L'aventure continue (The Outer Limits) : Candice Teaker (saison 7, épisode 14)
- 2001 : Lydia DeLucca (That's Life) : Samantha Richardson (saison 2, épisodes 7, 8 et 10)
- 2002 : Les Experts : Miami (CSI : Miami) : Nikki Olson (saison 1, épisode 7)
- 2003 - 2004 : Shérifs à Los Angeles (10-8: Officers on Duty) : Ryan Layne (épisodes 13 et 14 - récurrente épisodes 7 à 12)
- 2004 : NCIS : Enquêtes spéciales : Amanda Reed / Lieutenant Hamilton Voss (saison 1, épisode 19)
- 2006 : La Guerre à la maison (The War at Home) : Jodi (saison 1, épisode 13)
- 2006 : Les Experts (CSI: Crime Scene Investigation) : Elizabeth Rodriguez (saison 8, épisode 10)
- 2009 - 2011 : La Force du destin (All My Children) : Liza Colby
- 2012 : Supernatural : Annie Hawkins (saison 7, épisode 19)
- 2013 : Esprits criminels (Criminal Minds) : Madison Riley (saison 8, épisode 13)
- 2013 : The Glades : Willa Garbett (saison 4, épisode 12)
- 2014 : Mon oncle Charlie (Two and a Half Men) : Tracy (saison 11, épisode 20)
- 2014 : True Blood : Amanda H. Vamp (saison 7, épisode 1)
- 2014 : Heartbreakers : Teresa Stone (saison 1, épisode 1)
- 2015 : Better Call Saul : Une femme de rêve (saison 1, épisode 2)
- 2015  - 2016 : First Murder (Murder in the First) : Catherine « Cassie » Siletti (récurrente saisons 2 et 3)
- 2015 : Code Black : Candace Clark (saison 1, épisode 10)

### Téléfilms
- 1993 : Seule contre l'injustice (Moment of Truth: Why My Daughter ?) : Diana Moffitt
- 1994 : Confessions d'une rebelle (Confessions of a Sorority Girl) : Sabrina Masterson
- 1994 : Moment of Truth: Cradle of Conspiracy : Donna
- 2000 : Sacrifice (en) : Naomi Cohen
- 2002 : Warrior : la petite-amie d'Eldoran
- 2003 : Ultimate Limit : ADN Alien (Threshold) : Dr Savannah Bailey
- 2005 : À l'ombre de mes Yeux / Justice Aveugle (Blind Injustice) : Diana Scott
- 2005 : En quête d'innocence (The Suspect) : Beth James
- 2006 : Mon ancien amant (The Perfect Marriage) : Annie Grayson / Marianne Danforth
- 2006 : Un inconnu dans mon lit (Stranger in My Bed) : Sara Hansen
- 2007 : Ouragan nucléaire (Nuclear Hurricane) : Linda Trevor
- 2009 : Confiance brisée (Trust) : Sandra Gunn
- 2009 : City On Fire (Heat Wave) : Kate Jansen
- 2012 : Le Lycée de la honte (Walking the Halls) : Holly Benson
- 2012 : Piégée à 17 ans (Stalked at 17) : Trini Marshall
- 2013 : Dévorée par l'ambition (The Perfect Boss) : Jessica Slate
- 2013 : La Secte (Out of Reach) : Dianna Moreland
- 2013 : Le Pacte des tricheuses (The Cheating Pact) : Sarah Walters
- 2014 : Amitié nuisible / Ma meilleure amie (Fatal Friends / The Wrong Girl) : Ashley Allen
- 2015 : Flirt avec le danger (The Bride He Bought Online) : Rihanne Lindstrom
- 2016 : Échange Mortel (Accidental Switch) : Jennifer Clarke
- 2017 : N'oublie jamais (A Lover Betrayed) : Tess Nolans
- 2018 : Deadly Runway / Fatal Fashion : Suzanne
- 2019 : L’Aventure magique de Noël (My Adventures with Santa) : La sorcière
- 2019 : L’Idylle de Noël (The Christmas High Note) : Rachel
- 2020 : Tell Me I Love You : Julie
- 2021 : Trouver l'amour à Rome (Lost & Found in Rome) : Diana Jensen

## Voix françaises
En France, Gaëlle Savary est la voix française régulière de Jamie Luner depuis la série Savannah  en 1996. 
En France
| - Gaëlle Savary dans : - Savannah (série télévisée, 1996-1997) - Melrose Place (série télévisée, 1997-1999) - Au-delà du réel : L'aventure continue (série télévisée, 2001) - Lydia DeLucca (série télévisée, 2001) - Shérifs à Los Angeles (série télévisée, 2003-2004) - NCIS : Enquêtes spéciales (série télévisée, 2004) - Un inconnu dans mon lit (2005) - À l'ombre de mes yeux (2005) - Les Experts (série télévisée, 2006) - La Guerre à la maison (série télévisée, 2006) - Mon ancien amant (2006) - En quête d'innocence (2006) - Ouragan nucléaire (2007) - Confiance brisée (2009) - Le Lycée de la honte (2012) - Supernatural (série télévisée, 2012) - Piégée à 17 ans (2012) - Esprits criminels (série télévisée, 2013) - The Glades (série télévisée, 2013) - Dévorée par l'ambition (2013) - La Secte (2013) - Le Pacte des tricheuses (2013) - Mon oncle Charlie (série télévisée, 2014) - Amitié nuisible (2014) - Flirt avec le danger (2015) - First Murder (série télévisée, 2015) - Code Black (série télévisée, 2015) - Échange mortel (2016) - N'oublie jamais (2017) - L'idylle de Noël (2019) - Trouver l'amour à Rome (2020) | et aussi - Patricia Legrand dans Confessions d'une rebelle (1994) - Chantal Baroin dans Diagnostic : Meurtre (série télévisée, 1994) - Coco Noël dans Profiler (série télévisée, 1999-2000) - Sophie Riffont dans Les Experts : Miami (série télévisée, 2002) |